# Johan Adolf Pengel
Johan Adolf Pengel, né le 20 janvier 1916 à Paramaribo et mort le 5 juin 1970, est un homme d'État surinamais et le Premier ministre du 30 juin 1963 au 5 mars 1969.
Il a commencé en tant que dirigeant des travailleurs syndicaux au Suriname, puis au sein du Parti national du Suriname (NPS), il est devenu l'un des hommes politiques les plus influents du moment.
Le Parti national du Suriname, dirigé par Pengel et le Parti de la réforme progressiste (VHP), le plus grand parti hindou dirigé par Jagernath Lachmon, ont formé une coalition qui a réussi à prendre le pouvoir, ce qui a facilité la compréhension entre les deux groupes.
Sous le gouvernement Pengel, l'infrastructure du Suriname était fortement développée. Les routes ont été construites et l'infrastructure existante a été grandement améliorée. Deux nouveaux hôpitaux ont été construits.
Il est mort d'une septicémie à Paramaribo, à l'âge de 54 ans.